# Sokar-hor
Koning Sokar-hor (1550 v.Chr.?) was een van de zogenaamde "kleine Hyksos" (16e dynastie van Egypte) of vazalvorsten van de Hyksoskoningen.